# Fritz Klein (SA-Mitglied)
Fritz Klein (* 14. Dezember 1908 in Pfaffenhofen im heutigen Landkreis Heilbronn; † 18. Oktober 1966 in Köln) war ein SA-Standartenführer, der den „wohl ersten systematischen Pogrom mit Todesopfern nach der so genannten Machtergreifung“ zu verantworten hatte.

## Leben

### Herkunft
Klein stammte aus einer Bauernfamilie, besuchte die Volks- und die Landwirtschaftsschule und half bis zum Alter von sechzehn Jahren in der elterlichen Landwirtschaft mit. Er war dann kurzzeitig in Hamburg beim Schiffsbau tätig, bevor er in die Reichswehr eintrat, die er nach zwei Jahren aufgrund eines Unfalls als Gefreiter wieder verließ. 1928 begann er in Dresden eine Kaufmannslehre in einer Tabakwarenfabrik und trat dort auch 1930 der SA bei. Ab 1931 war er als Vertreter der Dresdner Tabakwarenfabrik wieder zurück in seinem Geburtsort. Zum 1. Januar 1931 trat er der NSDAP bei (Mitgliedsnummer 410.096). Im nahen Brackenheim war er zunächst SA-Sturmführer, 1932 wurde er Sturmbannführer. Im selben Jahr wurde er schließlich Führer der SA-Standarte 122, die ihren Sitz zunächst in Neckarsulm und später im Braunen Haus in der Fleiner Straße 1 in Heilbronn hatte.

### Einsätze gegen Juden im März 1933
Als SA-Standartenführer machte Klein im März 1933 durch gewalttätige Aktionen in Nordwürttemberg von sich reden, die vom Heilbronner Polizei-Unterkommissar Otto Sommer angeordnet worden waren und angeblich der Suche nach Waffen im Besitz von Juden und anderen dem Nationalsozialismus unliebsamen Bevölkerungsgruppen wie Kommunisten und Sozialdemokraten galten. Am 18. März 1933 misshandelte die SA unter Kleins Kommando in Öhringen mehrere Mitglieder der dortigen jüdischen Gemeinde. Die misshandelten Juden wurden anschließend vor dem Gefängnis fotografiert und danach unter weiteren Demütigungen durch die Innenstadt getrieben.
Am 20. März führte Klein gemeinsam mit der Polizei eine solche „Waffensuchaktion“ in Künzelsau durch. Der Lehrer Julius Goldstein wurde dabei schwer misshandelt, ebenso wie Max Ledermann, der Vorsteher der jüdischen Gemeinde, der am darauffolgenden Tag an einem Herzinfarkt starb.
Am 25. März 1933 wurden unter Kleins Kommando die Angehörigen der jüdischen Gemeinde in Creglingen zusammengetrieben. Sechzehn Männer aus der Gemeinde wurden brutal misshandelt. Noch am selben Tag starb der 67-jährige Hermann Stern an den Folgen der Schläge, wenige Tage später erlag auch der 53-jährige Arnold Rosenfeld seinen Verletzungen. Kleins Überfall auf die Creglinger jüdische Gemeinde wird in Lion Feuchtwangers Roman Die Geschwister Oppenheim geschildert; Fritz Klein wird dort mit seinem wirklichen Namen genannt. Sommer entzog Klein wegen der außerordentlichen Grausamkeit der Einsätze zwar alsbald das Kommando, Klein beteiligte sich dennoch an weiteren Aktionen gegen Juden in Neckarsulm und Möckmühl.

### Weitere Laufbahn bis zum Kriegsende
Wegen der Vorkommnisse in Creglingen wurde gegen Klein, der 1934 zum SA-Führer in Ravensburg berufen wurde, zwar von Seiten der Kriminalpolizei ermittelt, ein eingeleitetes Verfahren wegen Körperverletzung mit Todesfolge wurde dann aber schon 1935 gnadenhalber niedergeschlagen. Nach dem „Röhm-Putsch“ 1934 wurde er aus der SA ausgeschlossen, was aber an seiner Einstellung nichts änderte. Er bewirtschaftete danach als Landwirt einen Hof in der Nähe von Isny im Allgäu. Nach einem kurzen Militäreinsatz ab 1941, bei dem er drei Finger der linken Hand verlor, wonach er als dienstunfähig entlassen wurde, kehrte er ins Allgäu zurück, wo er zuletzt stellvertretender Leiter einer NSDAP-Ortsgruppe war.

### Internierungshaft und Prozess 1952
Nach Kriegsende wurde er von französischen Offizieren festgenommen und blieb etwa ein Jahr lang interniert. 1947 erteilte das Amtsgerichts Bad Mergentheim gegen ihn Haftbefehl. Klein tauchte unter falschem Namen auf einem Bauernhof unter und wurde erst im April 1951 von deutschen Behörden am Menerhofer Berg festgenommen.
Obwohl Fritz Klein an zahlreichen Übergriffen auf Juden und andere Bevölkerungsgruppen beteiligt gewesen war, wurde 1952 nur der Creglinger Fall mit sechzehn Körperverletzungen im Amt, davon zwei mit Todesfolge, vor dem Schwurgericht Ellwangen neu aufgenommen, da die übrigen Fälle als verjährt galten. Mitangeklagt war ein früherer Polizeibeamter, der jedoch wegen einer schweren Kopfverletzung dem Verfahren nicht mehr folgen konnte, weswegen das Verfahren gegen ihn eingestellt wurde. Klein wurde zu fünf Jahren Gefängnis verurteilt, von denen er jedoch nur etwa eines absaß, da ihm seine Zeit in Kriegsgefangenschaft und Untersuchungshaft angerechnet wurde. Nach einer Bewährungszeit wurde ihm die Reststrafe 1957 endgültig erlassen. Er lebte danach als Gastwirt in Isny und Oberstaufen.